# Zwartvinijsvis
De zwartvinijsvis of ijsvis (Chaenocephalus aceratus) is een straalvinnige vis uit de familie van Channichthyidae en behoort derhalve tot de orde van baarsachtigen (Perciformes).

## Naam en indeling
De wetenschappelijke naam van de soort werd voor het eerst voorgesteld door Einar Lönnberg in 1947. De zwartvinijsvis is de enige vertegenwoordiger van het monotypische geslacht Chaenocephalus. De geslachtsnaam Chaenocephalus betekent vrij vertaald 'gapende kop'; chainein = gapen en cephalon = kop. De soortaanduiding aceratus is afgeleid van het Griekse ἀκέρατος (akératos) betekent vrij vertaald 'zonder hoorn'; a- = geen en ceratos = hoorn.
De wetenschappelijk naam Chaenocephalus (Griseb) is ook wel gebruikt voor een geslacht van planten maar deze wordt beschouwd als verouderd.

## Kenmerken
De vis kan een lichaamslengte bereiken tot 72 centimeter en een lichaamsgewicht tot 3500 gram. Het lichaam is langwerpig en dun, de kop daarentegen is groot en draagt snavelachtige kaken. Vanwege de opmerkelijke bouw van het lichaam en de kop werd de vis door walvisvaarders wel aangeduid met 'krokodilvis'.

## Leefwijze
De zwartvinijsvis leeft in zeewater dat een temperatuur heeft onder het vriespunt maar door het hoge zoutgehalte niet bevriest. Het dier overleeft deze extreme omstandigheden door de aanwezigheid van een natuurlijk antivries in zijn lichaam. De vis heeft geen rode bloedcellen en heeft een licht tot kleurloos bloed. Het lichaam bevat een zeer efficiënt functionerend bloedvatenstelsel en heeft een relatief krachtig hart. Het dier is erg traag en verbruikt hierdoor weinig zuurstof. Het voedsel bestaat uit kreeftachtigen en vissen, die op de bodem worden buitgemaakt.

## Verspreiding en leefgebied
Deze zoutwatervis komt voor in de zuidoostelijke Grote- en de zuidwestelijke Atlantische Oceaan in polaire klimaten. De diepteverspreiding is vijf tot 770 meter onder het wateroppervlak.

## Relatie tot de mens
Chaenocephalus aceratus is voor de visserij van beperkt commercieel belang. In de hengelsport wordt er weinig op de vis gejaagd.